# Антипины
Антипины (в старину также писались Онтипины) — старинный русский дворянский род, восходящий к концу XVI века.
В 1573 году опричниками Ивана Грозного числились: Иван, Истома и Никифор Антипины.
Родоначальником дворянского рода этой фамилии считается Алексей Емельянович Антипин, унаследовавший от своего отца в 1628 году «в вотчину» населённые поместья в Раненбургском (Ряжском) уезде Рязанской губернии России. В 1658 году дьяком являлся Тимофей Антипин, а в 1684 году воевода в Калуге Григорий Антипин.
Дворянским депутатским собранием род Антипиных был записан в VI часть дворянских родословных книг Рязанской и Тамбовской губерний Российской империи и был утверждён Герольдией Правительствующего Сената в древнем (столбовом) дворянстве..
Более поздний род — потомство Василия Антипина, из барских людей Муромского уезда, лейб-компании гренадера, возведённого в потомственное дворянское достоинство Российской Империи 31.12.1741 Высочайшим указом императрицы Елизаветы Петровны за активное участие в дворцовом перевороте 1741 года.

## Описание герба
На две части вдоль разделённый щит, у которого правая часть показывает в чёрном поле золотое стропило с наложенными на нём тремя горящими гранатами натурального цвету между тремя серебряными звёздами, яко общей знак особливой Нам и всей Империи Нашей при благополучном Нашем с помощью Всевышнего на родительский Наш наследный престол вступлении верно оказанной знатной службы и военной храбрости нашей Лейб-компании, а левая содержит в зелёном поле золотую красным пламенем горящую гранату, между тремя полосатыми полумесяцами серебряными и красными.
Над щитом открытый стальной дворянский шлем, который украшает наложенная на него обыкновенная Лейб-компании гренадерская шапка с красными и белыми страусовыми перьями и с двумя по обеим сторонам распростёртыми орлиными крылами чёрного цвету, на которых повторены три серебряные звезды. По сторонам щита опущен шлемовной намёт зелёного и чёрного цветов, подложенный с правой стороны серебром, а с левой золотом, с приложенной внизу щита надписью: «ЗА ВЕРНОСТЬ И РЕВНОСТЬ».